# زنان جنبش
زنان جنبش (انگلیسی: Women of the Movement) مجموعهٔ تلویزیونی درام تاریخی شش قسمتی است که در سال ۲۰۲۱ برای اولین بار در ای‌بی‌سی پخش شد. این سریال با تهیه‌کنندگی و نویسندگی ماریسا جو سرار و کارگردانی جینا پرینس-بایدوود ساخته شده‌است.

## بازیگران

### اصلی
- آدرین وارن در نقش مامی تیل-موبلی
- تونیا پینکینز در نقش آلما کارتان
- سدریک جو در نقش امت تیل
- گلین تورمن در نقش موز رایت
- ری فیشر در نقش ژن موبلی
- Chris Coy در نقش JW Milam
- جولیا مک درموت در نقش کارولین برایانت
- کارتر جنکینز در نقش روی برایانت

### تکراری
- جوشوا کالب جانسون در نقش ویلر پارکر جونیور
- لزلی سیلوا در نقش روبی هرلی
- کریس باتلر در نقش ریفیلد موتی
- الکس دسرت در نقش دکتر هوارد
- مایلز فاولر در نقش سیمئون بوکر
- تونگی چیریسا به عنوان مدگار ایورز
- جیسون ترنر در نقش Medgar Evers
- دانیل ابلس در نقش چت پاکتون

## تولید
ساخت این مجموعه در آوریل سال ۲۰۲۰ آغاز شد. در ۲۸ آگوست سال ۲۰۲۰، در سالگرد ۶۵ سالگی کشته شدن امت تیل، ABC چراغ سبز رسمی را به این مجموعه نشان داد، در حالی که جینا پرنس-بایدوود به عنوان کارگردان به این پروژه پیوست.
در ۱۶ اکتبر سال ۲۰۲۰، آدرین وارن برای نقش اصلی مامی تیل-موبلی انتخاب شد در ۱۳ نوامبر سال ۲۰۲۰، نیجی نش به عنوان آلما کارتان، مادربزرگ امت تیل به سریال پیوست. در ۳ دسامبر سال ۲۰۲۰، سدریک جو در نقش Emmett Till به سریال پیوست. در ۹ دسامبر سال ۲۰۲۰، گلین تورمن به عنوان موز رایت، عموی بزرگ امت تیل به این مجموعه پیوست. در ۱۷ دسامبر سال ۲۰۲۰، ری فیشر به عنوان ژن موبلی، شوهر مامی، به سریال پیوست. در ۶ ژانویه ۲۰۲۱ اعلام شد که تونیا پینکینز جایگزین نش در نقش آلما کارتان شده‌است. در ۱۱ ژانویه ۲۰۲۱، کریس کوی، جولیا مک درموت و کارتر جنکینز به ترتیب در نقش JW Milam , Carolyn Bryant و Roy Bryant به سریال‌های خود پیوستند. در ۱۰ مارس ۲۰۲۱، جوشوا کالب جانسون برای بازی در یک نقش تکراری انتخاب شد. در ۱۳ آوریل ۲۰۲۱، لسلی سیلوا، کریس باتلر، الکس دزتر، مایلز فاولر، تونگی چیریسا، جیسون ترنر و دانیل ابلس در نقش‌های تکراری به جمع بازیگران پیوستند.